# Joseph Joachim
Joseph Joachim (28. června 1831 Kittsee – 15. srpna 1907 Berlín) byl maďarský houslista, dirigent, hudební skladatel a pedagog. Je považován za jednoho z nejvýznamnějších houslistů 19. století.

## Život

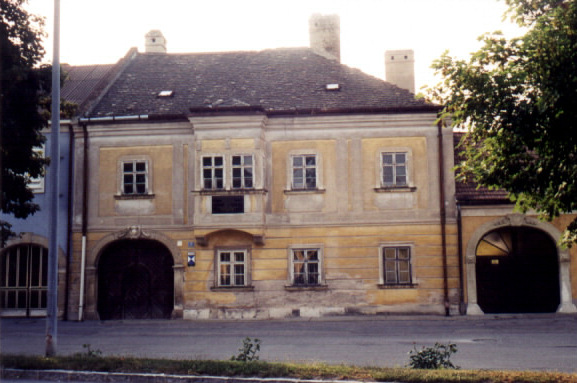
Rodný dům v Kittsee

### Mládí
Narodil se v rakouské obci Kittsee (slovensky Kopčany) ležící nedaleko Bratislavy. Byl sedmým z osmi dětí obchodníka s vlnou Julia Joachima a jeho ženy Fanny, která byla maďarsko-židovského původu. Dětství strávil jako člen Židovské obce, jedné z prominentních židovských komunit pod ochranou šlechtické rodiny Esterházy. Byl bratrancem Fanny Wittgensteinové, matky ocelářského magnáta Karla Wittgensteina (mj. zakladatele kladenských oceláren) a babičky filosofa Ludwiga Wittgensteina a klavíristy Paula Wittgensteina.
V roce 1833 se rodina přestěhovala do Pešti a Joseph zde studoval hru na housle u koncertního mistra operního orchestru Stanisława Serwaczyńského. Serwaczyński byl později také učitelem jiného vynikajícího houslisty: Henryka Wieniawského.
Od roku 1839 pokračoval Joachim ve studiu na Univerzitě múzických umění ve Vídni pod vedením Misky Hausera, Georga Hellmesbergera a Josepha Böhma. Se svou sestřenicí Fanny Wittgensteinovou pak odjel k dalšímu studiu do Lipska, kde se stal oblíbencem skladatele a dirigenta Felixe Mendelssohna-Bartholdyho. V Lipsku také poprvé veřejně vystoupil v koncertní síni Gewandhausu s fatasií Otelo skladatele brněnského původu Heinricha Wilhelma Ernsta.
Ve věku necelých třinácti let debutoval v Londýně s houslovým koncertem Ludwiga van Beethovena za řízení Felixe Mendelssohna-Bartholdyho. Koncert se setkal s mimořádným úspěchem. Joachim se pak stal favoritem londýnského publika po celý zbytek jeho kariéry.

### Dospělost
Po Mendelssohnově smrti v roce 1847 zůstal Joachim v Lipsku. Učil na konzervatoři a hrál u prvního pultu houslí Gewandhaus orchestru společně s dalším houslovým virtuózem Ferdinandem Davidem. V roce 1848 přišel do Výmaru Franz Liszt s touhou obnovit pověst města jako německých Athén. Obklopil se mladými avantgardními umělci, kteří byli v opozici vůči lipským konzervativním kruhům. Joachim byl mezi prvními. Sloužil Lisztovi jako koncertní mistr a po několik let vyznával Lisztovu „psychologickou hudbu“, jak ji sám nazval. V roce 1852 se s touto tzv. Novou německou školou, reprezentovanou kromě Liszta také Hectorem Berliozem, Richardem Wagnerem a jejich následovníky, rozešel a přestěhoval se do Hannoveru. Zde se také setkal s dvacetiletým, tehdy ještě zcela neznámým, skladatelem Johannesem Brahmsem. Brahms udělal na Joachima hluboký dojem. Doporučil ho Robertovi a Claře Schumannovým a postupně vzniklo mezi nimi hluboké přátelství.

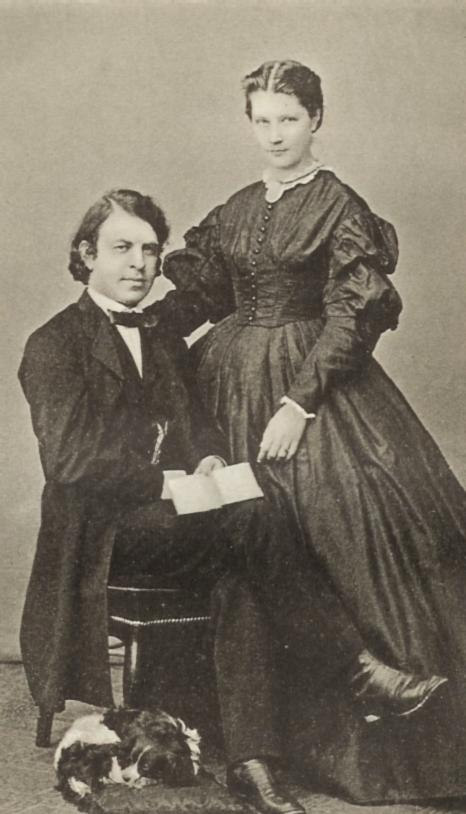
Joseph Joachim s manželkou

Doba strávená v Hannoveru byla nejplodnějším obdobím jeho skladatelské činnosti. Od té doby až do konce své kariéry často koncertoval s Clarou Schumannovou. V Londýně byl častým hostem „Populárních koncertů“ komorní hudby. V roce 1898 a později v letech 1901–1904 zde vystupoval také ve smyčcovém kvartetu (Joseph Ries – 2. housle, J. B. Zerbini – viola a Alfredo Piatti – violoncello). George Bernard Shaw napsal, že Populární koncerty přispěly k rozšíření a zlepšení hudebního vkusu Anglie.
Joachim vedl čilou korespondenci jak s Clarou Schumannovou, tak s Brahmsem. Brahms velmi oceňoval Joachimovy připomínky k jeho novým skladbám, zejména pak při instrumentaci svého 1. klavírního koncertu. V roce 1860 společně publikovali manifest proti progresivní hudbě Nové německé školy. Tento manifest sice získal několik spolupodpisů, ale setkal se také s odporem zejména u příznivců Richarda Wagnera.
10. května 1863 se Joachim oženil s altistkou Amalií Schneeweissovou (uměleckým jménem Amalie Weiss) (1839–99), která se vzdala operní kariéry a porodila mu šest dětí. Dále však účinkovala v oratoriích a písňových recitálech. V roce 1865 vystoupil ze služeb hannoverského krále na protest proti tomu, že intendant opery odmítl prodlooužit smlouvu jednomu z orchestrálních hráčů z důvodu jeho židovského původu. V roce 1866 se Joachim přestěhoval do Berlína, kam byl pozván, aby pomohl vybudovat nové oddělení Královské hudební akademie. Stal se ředitelem Hochschule für ausübende Tonkunst (Vysoké školy reprodukčního umění). V Berlíně pak setrval až do své smrti.
V roce 1869 založil Joachimovo smyčcové kvarteto ve složení Karel Halíř (2. housle), Emanuel Wirth (viola) a Robert Hausmann (violoncello), které si rychle získalo pověst vrcholného evropského kvarteta.

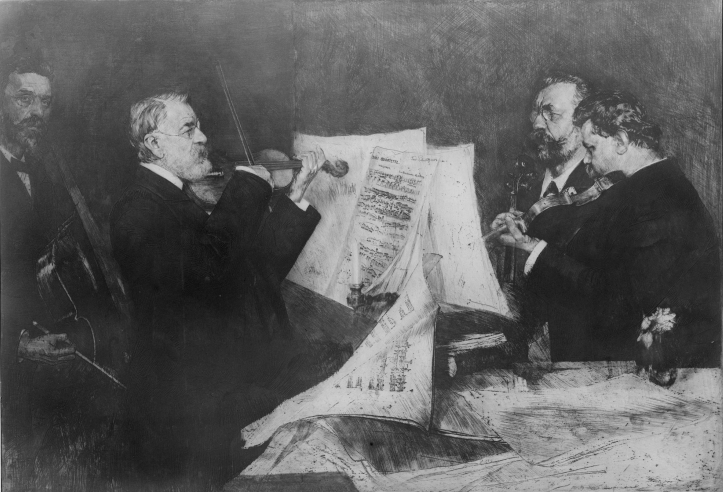
Joachimovo kvarteto. Zleva doprava:Robert Hausmann (violoncello), Josef Joachim (1. housle), Emanuel Wirth (viola) a Karel Halíř (2. housle)

V roce 1884 se Joachim rozešel se svou ženou, neboť měl podezření, že Amalie má poměr s hudebním vydavatelem Fritzem Simrockem. Brahms, který si byl jist, že toto podezření je neopodstatněné, napsal Amalii sympatizující dopis, který ona později použila při rozvodovém řízení. To vedlo k ochlazení vztahu mezi Joachimem a Brahmsem. Ke smíření došlo až o několik let později u příležitosti provedení Brahmsova Koncertu a-moll pro housle a violoncello, který Brahms věnoval jeho prvním sólistům: Josephu Joachimovi a Robertu Hausmanovi.
V roce 1899 byl pozván, aby se stal prezidentem nově ustaveného hudebního sdružení Oxford & Cambridge Musical Club v Londýně. V této funkci zůstal až do své smrti.
17. srpna 1903 nahrál, jako jeden z prvních hudebních umělců, 5 gramofonových desek pro firmu The Gramophone & Typewriter Ltd. Tyto nahrávky jsou důležitým svědectvím o interpretačním stylu houslové hry 19. století.

## Dílo
Joachim patřil k nejslavnějším houslovým virtuózům své doby. Celá řada nejproslulejších skladatelů včetně Schumanna, Maxe Brucha, Brahmse i Antonína Dvořáka, měla při kompozici na mysli právě jeho. Nicméně Joachim např. nikdy neprovedl Schumanův Houslový koncert d-moll ačkoliv jej Schumann psal přímo pro něj. Rovněž Dvořák se nedočkal provedení svého koncertu a-mol, ačkoli vyhověl Joachimovým připomínkám a také mu tento koncert věnoval.
Joachimovo skladatelské dílo je mnohem méně známé. Mezi jeho skladbami převažují skladby pro housle, včetně tří koncertů s orchestrem. Zkomponoval rovněž orchestrální předehry k Shakespearovým hrám Jindřich IV. a Hamlet. Napsal také řadu kadencí k houslovým koncertům jiných skladatelů
- Op. 1, Andantino a Allegro scherzoso pro housle a klavír (1848)
- Op. 2, Tři skladby pro housle nebo violu a klavír (cca 1848–1852): Romanze, Fantasiestück, Eine Frühlingsfantasie for Violin or Viola and Piano
- Op. 3, Houslový koncert g-moll (jednovětý)(1851)
- Op. 4, Hamlet, předehra (1853)
- Op. 5, Tři skladby pro housle a klavír: Lindenrauschen, Abendglocken, Ballade
- Op. 6, Demetrius, předehra (Herman Grimm)
- Op. 7, Jindřich IV, předehra (1854)
- Op. 8, Předehra ke Gozziho komedii (1854)
- Op. 9, Židovské melodie pro violu a klavír (1854–1855)
- Op. 10, Variace na vlastní téma pro violu a klavír (1855)
- Op. 11, Houslový koncert č. 2 d-moll "in the Hungarian Manner" (cca 1853, publikován 1861)
- Op. 12, Notturno pro housle a orchestr A-dur (1858)
- Op. 13, Elegická předehra "In Memoriam Heinrich von Kleist" (cca 1877)
- Op. 14, Scéna Marfy ze Schillerova nedokončeného dramatu Demetrius (cca 1869)

Bez opusových čísel:
- Houslový koncert č. 3 G-dur (1875)
- Ich hab' im Traum geweinet pro zpěv a klavír, pub. Wigand, 1854.
- Scena z Schillerova Demetria (1878)
- Rain, rain and sun, Merlinova píseň (text Tennyson), pub. C. Kegan & Co., 1880.
- Melodrama zu einer Schillergedenkfeier (nepublikováno, rukopis v Hamburg Staats- und Universitätsbibliothek)
- Overture in C major (Konzertouvertüre zum Geburtstag des Kaisers) (1896)
- Dva pochody pro orchestr
- Andantino a-moll pro housle a orchestr
- Romance B-dur pro housle a klavír
- Romance C-dur pro housle a klavír
- Smyčcový kvartet c-moll(1 věta)
- Variationen über ein irisches Elfenlied pro klavír
- Variace pro housle a orchestr e-mol (cca 1879)

V roce 1855 instrumentoval pro velký orchestr Grand Duo C-dur pro dva klavíry Franze Schuberta o němž se někteří hudebníci domnívali (patrně nesprávně), že jde o klavírní výtah ztracené symfonie. Pro housle s doprodvodem klavíru rovněž upravil všech 21 Uherských tanců Johanese Brahmse.
Kadence:
- Ludwig van Beethoven: Koncert D-dur, op. 61
- Johannes Brahms: Koncert D-dur op. 77
- Rodolphe Kreutzer: Koncert č. 19 d-moll
- Wolfgang Amadeus Mozart:
  - Aria from Il re pastore
  - Concerto No. 3 in G major, K. 216
  - Concerto No. 4 in D major, K. 218
  - Concerto No. 5 in A major, K 219
- Pierre Rode:
  - Concerto No. 10 in B minor
  - Concerto No. 11 in D major
- Louis Spohr: Concerto in A minor, Op. 47 (Gesangsszene)
- Giuseppe Tartini: Sonata in G minor (Devil's Trill)
- Giovanni Battista Viotti: Concerto No. 22 in A minor